# カメラワーク
カメラワークは、写真や動画の撮影技法用語の総称、ならびに写真家の動作・活動そのものを指す用語である。
一般的に映像作品での撮影技法用語として使われる事が多い。被写体をどの角度から、どのような動きの中で撮影するかによって、表現や心理的印象を変えることができ、効果的な場面表現を行う上でも欠かせない技術となっている。

## 分類
カメラワークはカメラの動きから以下のように分類できる：
| 名称（別名）       | 名称（別名）                   | 操作       | 操作 |
| 総称               | 個別名                         | 属性       | 方向 |
| ------------------ | ------------------------------ | ---------- | ---- |
| パン               | パン（横PAN）                  | アングル   | 横   |
| パン               | チルト（縦PAN）                | アングル   | 縦   |
| ドリー（トラック） | ドリー                         | ポジション | 横   |
| ドリー（トラック） | クレーン                       | ポジション | 縦   |
| ドリー（トラック） | ドリーイン（トラックアップ）   | ポジション | 接近 |
| ドリー（トラック） | ドリーアウト（トラックバック） | ポジション | 離脱 |
| ズーム (撮影技法)  | ズームイン（ズームアップ）     | 画角       | 拡大 |
| ズーム (撮影技法)  | ズームアウト（ズームバック）   | 画角       | 縮小 |
| フィックス（FIX）  | フィックス（FIX）              | 固定       | 固定 |

その他として、被写界深度を操作しボケ具合を変化させていくカメラワークも存在する。また被写体の動きを追うカメラワークは操作に依らずフォロー (撮影技法)と呼ばれる。カメラを小刻みに揺らすカメラワークは操作に依らず画面動やブレと呼ばれる。